# ロックウェル・オートメーション

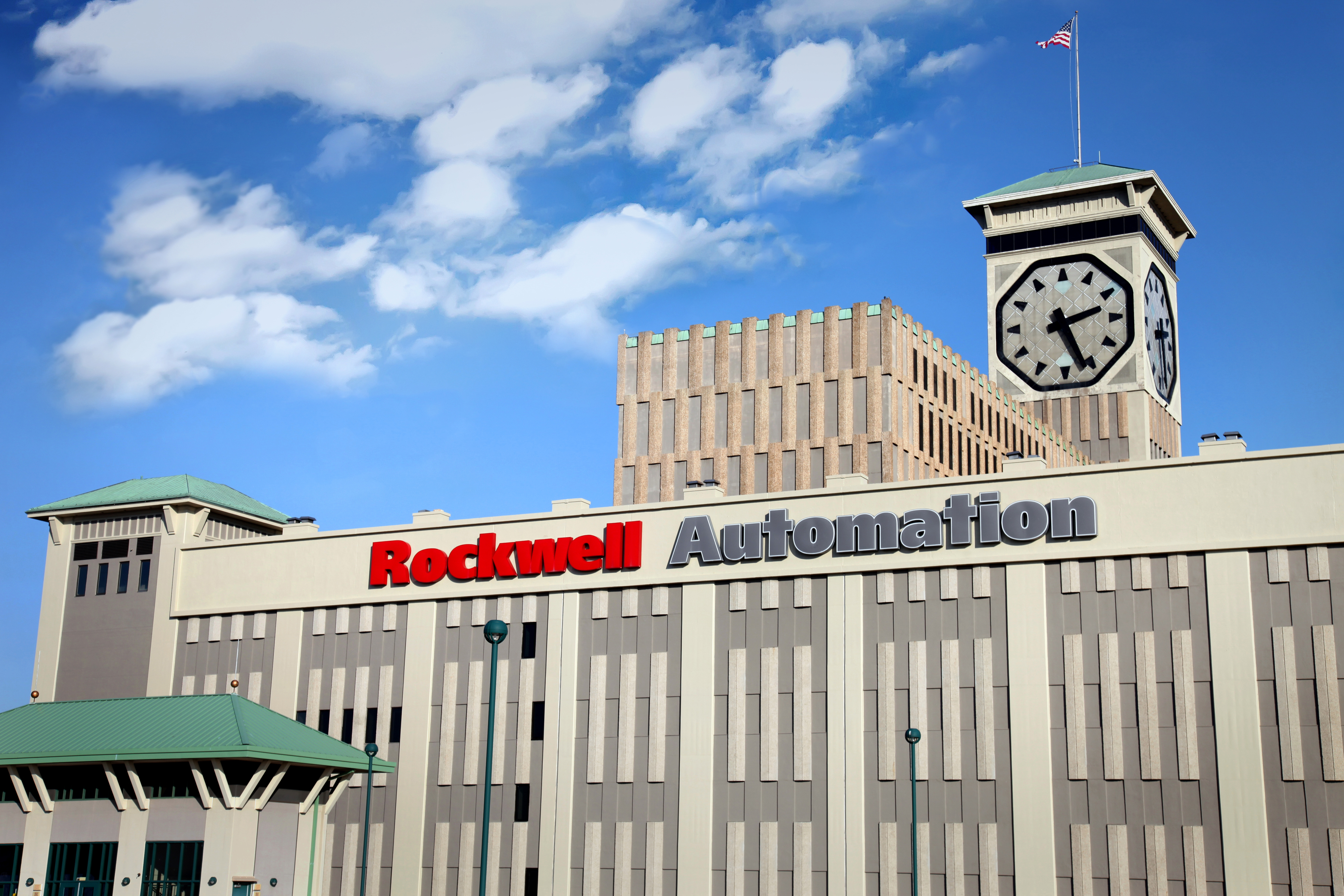
ミルウォーキーの本社

ロックウェル・オートメーション (Rockwell Automation, Inc.) は、アメリカ合衆国の産業オートメーションやITシステムの製造会社である。著名なブランドにはen:Allen-BradleyとFactoryTalk softwareがある。
本社はウィスコンシン州ミルウォーキーに所在し、従業員数は23,000以上、顧客は100ヵ国以上に持つ。フォーチュン500にランクインしており、2017年度の売上げは$63億であった。ニューヨーク証券取引所のシンボルはROKである。

## 歴史

### 初期
ロックウェル・オートメーションの起源は1903年にen:Lynde Bradley and Dr. Stanton Allenによって初期投資額$1000で設立されたCompression Rheostat Companyである。1904年、19歳の弟Harry Bradleyもビジネスに加わった。
最初の特許製品は産業用クレーンのカーボンディスク圧縮型のモーターコントローラーであった。このクレーンコントローラは1904年のセントルイス万博においてデモが行われた。
1909年、Allen-Bradley Companyへと改称した。
第一次世界大戦において、政府の需要を受けて急成長した。その時の製品は、オートマティックスターター、スイッチ、サーキットブレイカー、リレーなどの電気機器であった。
1920年代は成長するラジオ産業のための小型レオスタットの製造を伸ばした。この頃の売上げの半分はラジオ関連製品であった。売上げは$300万に達した。
1932年、世界恐慌の影響を受け、従業員は800人から550人へと減らし、給料の半分は会社の株で支払うという措置を取った。後に景気が回復した際には、この株を60%の利子を付けて従業員から買い取った。
不況から抜け出すために研究開発に力を入れたおかけで、1937年には恐慌前の従業員数に回復し、最高の売上高の約$400万に達した。

### 20世紀半ば
1942年、Lynde Bradleyが死去し、Harry Bradleyが社長を引継ぎ、Fred Loockが副社長に昇進した。
第二次世界大戦中、特需の影響を受け大きな売り上げを得た。そのうちの80%は軍需関連であった。その主な製品は、迅速な生産を支える産業用コントロールと軍用の無線機のための電子機器であった。
Fred Loockが社長となり、Harry Bradleyが会長となり、1947年から1950年代、1960年代と大幅な生産設備の拡張を行った。この際に、Allen-Bradley clock tower (Rockwell Automation clock tower) も建てられた。
Harry Bradleyは1965年に死去し、Fred Loockは1967年に引退、1973年に死去した。

### 20世紀後半
1970年代も拡大を続け、1980年代には世界にも展開した。J. Tracy O'Rourkeの社長時代 (1981–89年) の1981年、プログラマブルロジックコントローラ (PLC) の新しい製品を発売をし、1982年にはPLC-2 Family(2/30, 2/05/ 2/16&2/17)、PLC-3、1985年にはPLC-5 Family、1986年にはSLC-100 Family、SLC-500を発売した。他にもMAC, PLC-4などのPLC製品があった。
1985年度の売上高は$10億に達した。1985年2月20日、ロックウェル・インターナショナルはAllen-Bradleyを$16億5100万で買収した。これは当時のウィスコンシン州での買収の史上最高金額であったこうして、Allen-Bradleyはロックウェル・インターナショナルの産業オートメーション部門となった。
1990年代に拡充されたソフトウェア製品にはRockwell Software (1994)、Logix control platform (1997)、そしてIntegrated Architecture system (1999)がある。ロックウェル・インターナショナルは1990年代に製造ソフトウェアPowerFlexを開発した。
ロックウェル・インターナショナルはReliance Electric and Dodgeなどの電力事業を買収した。これらの製品はロックウェル・オートメーション名義で発売された。
1998年に、en:Keith Nosbuschが社長となり、本社はミルウォーキーに移転された。

### 21世紀
2001年、ロックウェル・インターナショナルはアビオニクス事業のロックウェル・コリンズと産業オートメーション事業のロックウェル・オートメーションに分割された。法的にはロックウェル・オートメーションがロックウェル・インターナショナルの存続会社で、ロックウェル・コリンズはスピンオフという形となった。 ロックウェル・オートメーションがロックウェル・インターナショナルの株式取引記録を引継ぎ、ニューヨーク証券取引所のティッカーシンボル"ROK"も引き継いだ。
2007年、電力システム事業を$18億でen:Baldor Electric Companyに売却し、コア事業の産業オートメーションに専念することとなった。
2018年6月11日、$10億でPTCの株式の8.4%を取得した。
2020年1月8日、イスラエルのサイバーセキュリティ会社Avnet Data Security, LTDを買収した。

## 事業

### ビジネス部門
以下の2つの事業部門からなる：
- Architecture and Software部門：control and information platforms, software applications and automation components.
- Control Products and Solutions部門:motor control products and services.

### 製品
control systems, industrial control components, information software, motor control devices, sensing devices, network technology, safety technology, and industrial security.

### サービス
custom-designed, bundled componentsからlarge, turnkey system integration projectsまで、エンジニアリングシステム。サービスはrepair, asset management consulting and remote support centers and training.